# Glypta fumiferanae
Glypta fumiferanae är en stekelart som först beskrevs av Henry Lorenz Viereck 1912.  Glypta fumiferanae ingår i släktet Glypta och familjen brokparasitsteklar. Inga underarter finns listade i Catalogue of Life.